# 安德鲁·特里格斯·霍奇
安德鲁·特里格斯·霍奇（英語：Andrew Triggs Hodge，1979年3月3日—），英国男子赛艇运动员。他曾代表英国参加2004年、2008年、2012年和2016年夏季奥林匹克运动会赛艇比赛，获得三枚金牌。